# Удинезе Калчо
Удинезе Калчо (на италиански: Udinese Calcio) е италиански футболен клуб от град Удине, област Фриули-Венеция Джулия, който се състезава в Серия А. Традиционният екип е в черно и бяло райе, черни шорти и бели чорапи. Клубът играе на „Стадио Фриули“, който има капацитет 25 144 седящи места. Удинезе е вторият най-стар тим в Италия, след Дженоа.

## История
Удинезе е основан през 1896 г. През първия си сезон Удинезе печели спортни състезания организирани от Националната Федерация по Гимнастика. До 1929 г. отбора участва само в регионалната лига, когато се присъединява към Серия Б.
Клубът не се задържа много бързо там и бързо отпада. Успява да се завърне чак през 1939 г. През 1950 г. идва и промоцията към Първа Дивизия – за пръв път в историята на клуба. Пет години по-късно достигат дори второто място, но на същата година са наказани с 9 точки за нередности и отново отпадат от групата. През 1964 г. Удинезе дори достигат до Серия Ц, където се задържат цели 14 сезона преди да се изкачат отново до Серия Б, малко след това и до Серия А през 1979 г.
През следващото десетилетие отборът постоянно се мести от Първа във Втора Дивизия и обратно. Клубът никога не имал успехи в челните позиции на Серия А или в Европейски клубни турнири по футбол. Ставали са два пъти шампиони на Серия Б и три пъти на Серия С.
През 2000 г. печелят турнира Купа Интертото. Към края на сезона през 2004/05 г. Удинезе се нарежда на четвърто място в Серия А, и впоследствие се класира и за Шампионската лига за пръв път в историята на клуба.
През сезон 2005/06 Удинезе е отстранен на 1/8 финал в турнира за Купата на УЕФА от Левски (София) след 0:0 в Италия и 1:2 в София.

## Успехи
- Серия А 
  -  Вицешампион (1): 1954/55
  -  Бронзов медал (2): 1997/98, 2011/12
- Купа на Италия:
  -  Финалист (1): 1922
- Интертото:
  -  Носител (29): 2000
- Купа Митропа:
  -  Носител (29): 1980
- Англо-Италианска купа:
  -  Носител (1): 1978

## Състав
Последна актуализация: 24 август 2018

## Известни бивши футболисти
- Франко Каузио
- Фулвио Коловати
- Луиджи Дал Нери
- Франческо Грациани
- Винченцо Якуинта
- Дино Дзоф
- Фабио Куалярела
- Симоне Пепе
- Стефано Фиоре
- Абел Балбо
- Нестор Сенсини
- Зико
- Томас Хелвег
- Винсент Кандела
- Оливер Бирхоф
- Карстен Янкер
- Марек Янкуловски
- Давид Писаро
- Алексис Санчес
- Маурисио Исла
- Самир Ханданович
- Хуан Куадрадо

## Бивши треньори
- Бора Милутинович
- Рой Ходжсън
- Алберто Дзакерони
- Лучано Спалети
- Франческо Гуидолин

## Български футболисти
- Антонио Вутов: 2014/18 - (0 мача - 0 гола)